# Stari Grad (Tchachka)
Stari Grad (en macédonien Стари Град) est un village du centre de la Macédoine du Nord, situé dans la municipalité de Tchachka. Le village comptait 95 habitants en 2002.

## Démographie
Lors du recensement de 2002, le village comptait :
- Macédoniens : 94
- Autres : 1